# (18403) Atsuhirotaisei
(18403) Atsuhirotaisei est un astéroïde de la ceinture principale.

## Description
(18403) Atsuhirotaisei est un astéroïde de la ceinture principale. Il fut découvert le 13 janvier 1993 à Kitami par Kin Endate et Kazuro Watanabe. Il présente une orbite caractérisée par un demi-grand axe de 2,63 UA, une excentricité de 0,31 et une inclinaison de 3,6° par rapport à l'écliptique.

## Compléments